# Santa Rosa (Kalifornia)
Santa Rosa – miasto w Stanach Zjednoczonych, w Kalifornii, w hrabstwie Sonoma, nad rzeką Santa Rosa Creek, u podnóża gór Sonoma, na północny zachód od San Francisco. W 2010 roku samo miasto liczyło około 167,8 tys. mieszkańców, a aglomeracja 486,6 tys., co daje 12 miejsce pod względem liczebności w Kalifornii a 5 w rejonie San Francisco. Szybko rozwijające w XIX wieku miasto zostało bardzo mocno zniszczone w czasie trzęsienia ziemi w 1906 roku i od tego czasu wzrost liczebności miasta był bardzo powolny.
W 1943 roku Alfred Hitchcock nakręcił w Santa Rosa thriller na podstawie Thorntona Wildera pt. W cieniu podejrzenia, gdzie główne role grali Teresa Wright i Joseph Cotten.
W odległości około 10 km na wschód od miasta leży park stanowy Annadel.

## Miasta partnerskie
- Czerkasy, Ukraina
- Czedżu, Korea Południowa
- Los Mochis, Meksyk